# Онани
Онани (итал. Onanì) је насеље у Италији у округу Нуоро, региону Сардинија.
Према процени из 2011. у насељу је живело 409 становника. Насеље се налази на надморској висини од 476 м.

## Становништво
Према резултатима пописа становништва 2011. у општини је живело 430 становника.
| 1931. | 1936. | 1951. | 1961. | 1971. | 1981. | 1991. | 2001. | 2011. |
| ----- | ----- | ----- | ----- | ----- | ----- | ----- | ----- | ----- |
| 682   | 889   | 1.177 | 1.459 | 1.013 | 730   | 539   | 473   | 430   |